# Dompierre-sur-Besbre
 Dompierre-sur-Besbre  là một xã ở tỉnh Allier thuộc miền trung nước Pháp.